# Гуломон
Гуломон (Гилмон, Дегилмон; тадж. Ғуломон) — деха́ (сельский населённый пункт) в Таджикабадском районе РРП Таджикистана. Входит в состав сельской общины (джамоата дехота) Калаи-Лабиоб. Расстояние от села до центра района (пгт Таджикабад) — 20 км, до центра джамоата (село Лангаришо) — 3 км. Население — 436 человек (2017 г.), таджики. Население в основном занято сельским хозяйством (животноводство и растениводство). Земли орошаются главным образом водами горных источников.